# La Habana (pokrajina)
Pokrajina Havana (Provincia La Habana) je bivša kubanska pokrajina koja je okruživala glavni grad Havanu, koji je sam za sebe posebna pokrajina. Odlikom Kubanskog parlamenta pokrajina je podijeljena na dva dijela čime su nastale pokrajine Artemisa i  Mayabeque. Na jugu je teren ravničarski s močvarama, a na sjeveru se pojavljuju uzvišenja. Najveći grad u pokrajini je Artemisa. Za razliku od ostatka Kube, u pokrajini Havana je proizvodnja šećera slabije izražena. Najvažnija je proizvodnja ostalih prehrambenih proizvoda, posebno krumpira i voća te stočarstvo.